# Dekolonizacija
Dekolonizacija je odprava kolonializma, pri kateri domač narod vzpostavi in vzdržuje neodvisnost lastnih ozemelj od prvotnega kolonialista. Večinoma se nanaša na proces razkroja velikih imperijev po drugi svetovni vojni, ki so bili ustanovljeni še pred prvo svetovno vojno po vsem svetu. Kakorkoli, pojem ni uporabljen le za dejansko geografsko odpravo kolonializma, temveč tudi za spremembo v miselnosti ljudstev na kolonialnih ozemljih, ki kolonialistov niso več videli v vsiljeni ideji, da so le-ti večvredni.
Proces je v praksi prevzel več oblik, od nenasilnega upora do narodnoosvobodilnih bojev pod vodstvom organizacij. Ti so lahko potekali zgolj v sklopu domačega prebivalstva, vključitvijo sil drugih držav ali celo s pomočjo večjih mednarodnih organizaciji, kot je Organizacija združenih narodov. Čeprav je mogoče prve zapisane poskuse dekolonizacije zaslediti že v rokopisih Tukidida, so predvsem izrazita obdobja dekolonizacije v sodobnih časih. Med te prištevamo propad španskega imperija v devetnajstem stoletju; nemškega, avstro-ogrskega, osmanskega in ruskega carstva tik po prvi svetovni vojni; britanskega, francoskega, nizozemskega, japonskega, portugalskega, belgijskega in italijanskega kolonialnega imperija po drugi svetovni vojni; ter Sovjetske zveze po koncu hladne vojne.
V filozofiji se izraz dekolonizacija nanaša na zmožnost pogleda in obravnave neevropskih ljudstev iz nepristranskega vidika, ki ni zahodnjaški. 

## Načini in stopnje
Dekolonizacija je politični proces, v katerega je pogosto vključeno nasilje. V skrajnih primerih sledi vojna za osvoboditev, včasih upor ali revolucija. Pogosteje se pojavi kot začarani krog neuspešnih pogajanj, manjši nemiri povzročijo vključitev policije in vojske, ki zatira protestnike. To pripelje do nasilnejših spopadov, ki spodbudijo pogajanja do točke, kjer si narod zagotovi neodvisnost. Redkeje se zgodijo miroljubni in pasivni upori pod vodstvom organizacij. To je t. i. državljanska nepokorščina, primer tega pa je indijsko gibanje za osvoboditev pod vodstvom Mohandasa Karamchanda Gandhija. 
Osvoboditev je težko doseči brez podpore in pomoči zunanjih sil. Razlogi za tovrstno pomoč so različni: zaveznice bodo države s skupno preteklostjo, etnično, versko sestavo; pomoč je lahko zgolj taktika močnejše države z namenom oslabiti nasprotnico, ki zaseda kolonijo, ali pa želja uveljaviti svoj vpliv na določenem območju. Primer tega je pomoč Velike Britanije v revoluciji na Haitiju proti nasprotni Franciji. 
Cilj je redko dosegljiv v enem samem dejanju, gre za večstopenjski proces. Začne se lahko z vstopom domačih predstavnikov v državne organe, raznimi podeljenimi stopnjami avtonomije in končno samoosvojitvijo. 

## Vzroki dekolonizacije
Vzroke za dekolonizacijo je iskati predvsem v zgodovinskih okoliščinah, v katerem se je proces pojavil. Med pomembnejše momente, ki so jo omogočili, pa je mogoče prištevati:
- drugo svetovno vojno, ki je hkrati simptom stanja v kolonialističnih metropolah in dogodek, ki je te metropole vojaško in gospodarsko izčrpal, prav tako je prinesel zmago antifašističnim gibanjem;
- razvoj izobražene elite v koloniziranih državah;
- zmaga socialistične revolucije in nastanek Sovjetske zveze, ki je predstavljala tako model kot podporo antikolonialistični revoluciji in gibanjem, paradoksalno pa je Sovjetska Zveza sama bila kolonialistični imperij ,saj je imela vazalne republike Sovjetske Zveze in Varšavskega pakta kot svoje kolonije.

## Značilnosti antikolonialne revolucije
Ideologija antikolonialne revolucije je vsebovala nacionalizme, ki so bili v prvi vrsti odziv na kolonializem in njegove pritiske. Ti nacionalizmi so vsebovali dve pomembni prvini:
- obračali so se k preteklosti in
- iskali samoidentifikacijo za prihodnost.

Dokaj pomembna komponenta v procesih dekolonizacije je bil marksizem, ki je ponudil teoretična izhodišča, racionalizacijo idej in zastavil cilje številnim gibanjem. 
Neodvisnost je bila v različnih državah pridobljena dokaj različno. Ponekod je bila dosežena z oboroženim bojem in z narodnoosvobodilnimi vojskami, ki so imele praviloma izrazit program družbene preobrazbe, in na relativno miren način, ko so se kolonialne uprave umaknile brez upiranja. 

## Nedokončanost procesa
Dekolonizacija je sicer spremenila podobo sveta, toda nikdar ni bila v celoti dokončana. Vrhunec je dosegla v petdesetih letih, nato pa je zašla v krizo. 
Razvoj v formalni neodvisnosti ni potrdil upravičenih velikih pričakovanj, zaostajanje v razvoju je postajalo čedalje večje, razlike med razvitimi in nerazvitimi so se še povečevale. Nepravičnost mednarodnega ekonomskega reda je ostala in se še povečevala, saj je svetovno tržišče ostalo izrazito kapitalistično.
Kot posledica tega, se je kolonialna odvisnost nadaljevala, čeprav v spremenjenih okoliščinah. Ozemlja so tako dobila formalno politično neodvisnost, ne pa tudi dejanske možnosti samostojnega razvoja. Nadaljevanje kolonialne odvisnosti je mogoče označiti kot neokolonializem.